# Instytut Gospodarstwa Społecznego
Instytut Gospodarstwa Społecznego – placówka naukowo-społeczna w Polsce okresu międzywojennego utworzona w 1920 r. z inicjatywy jej pierwszego kierownika Włodzimierza Wakara, przez lata kierowana przez Ludwika Krzywickiego. Kolejnymi dyrektorami instytutu byli: Konstanty Krzeczkowski, Tadeusz Szturm de Sztrem, Ludwik Landau, Edward Strzelecki, Adam Andrzejewski, Mikołaj Latuch, Adam Kurzynowski, Irena Kostrowicka i Witold Rakowski. 
Od 1957 znajduje się w strukturze Szkoły Głównej Handlowej w Warszawie (wcześniej Szkoły Głównej Planowania i Statystyki).

## Opis
Początkowo Instytut był sekcją Towarzystwa Ekonomistów i Statystyków Polskich, a w swych pracach koncentrował się na studiach politologicznych, w tym z zakresu sowietologii. 
Od 1926 r. samodzielna instytucja badawcza, zajmująca się rozpoznaniem głównych problemów społecznych ówczesnej Polski, jak przeludnienie wsi, warunki bytu ludności, samorząd pracowniczy, ubezpieczenia społeczne, funkcjonowanie samorządów terytorialnych oraz bezrobocie w mieście i na wsi. Rezultatem jego prac były rekomendacje w dziedzinie polityki społecznej.
Po drugiej wojnie światowej Instytut reaktywowano w 1957 r. w ramach Szkoły Głównej Planowania i Statystyki. 
Od 1991 roku stanowi część Szkoły Głównej Handlowej w Warszawie. Poza poruszanymi w poprzednich latach wątkami współcześnie badania instytutu związane są również z tematyką rynków pracy w Unii Europejskiej, sytuacji ludzi starszych, pomocy społecznej i potrzeb socjalno-medycznych w środowiskach lokalnych.
Od 2004 roku dyrektorem IGS jest Piotr Błędowski. 